# 尾叶铁线莲
尾叶铁线莲（学名：Clematis urophylla）为毛茛科铁线莲属下的一个种。

## 扩展阅读
- 維基物種上的相關：尾叶铁线莲